# Heineken Open 2001
Heineken Open 2001 — тенісний турнір, що проходив на кортах з твердим покриттям у місті Окленд (Нова Зеландія), Нова Зеландія з 8 січня . Належав до категорії ATP International Series, був турніром серії ATP Auckland Open 2001 року.

## Фінальна частина

### Одиночний розряд
Домінік Хрбати —  Франсіско Клавет 6–4, 2–6, 6–3

### Парний розряд
Маріус Барнард /  Джим Томас —  Девід Адамс /  Мартін Гарсія 7–6(12–10), 6–4